# Koma (Sprache)
Die Sprache Koma ist eine Adamaua-Sprache und ist Mitglied der Duru-Sprachgruppe innerhalb der Savannensprachen.
Die Sprecher der marginalen Dialekte, Gomnome aud Ndera, können sich nur schwierig untereinander verstehen, doch beide verstehen den zentralen Dialekt, Gomme (Damti).